# Claudio Licciardello
Claudio Domenico Licciardello (Catania, 11 gennaio 1986) è un allenatore di atletica leggera ed ex velocista italiano. È stato specializzato nei 400 metri piani, disciplina nella quale vanta la terza prestazione italiana di tutti i tempi. Il suo palmarès vanta due medaglie agli europei indoor di Torino 2009: l'oro nella staffetta 4x400 m e l'argento nei 400 m piani. 
Dal 2015 è Allenatore professionista del Gruppo Atletico Fiamme Gialle, con specializzazione nella velocità e nella preparazione di sprinter di livello nazionale e internazionale. Ha seguito atleti olimpici e azzurri, contribuendo allo sviluppo tecnico di alcuni dei migliori talenti italiani.
Nel 2024 ha scritto una pagina storica per l’atletica leggera italiana, diventando il primo allenatore italiano a portare due atleti sotto il muro dei 10 secondi nei 100 metri. Un risultato che certifica il suo ruolo di riferimento assoluto nella velocità in Italia.

## Biografia
Scoperto dal professore Filippo Polisano in una gara studentesca a Giarre, fece il suo debutto in una gara ufficiale nel maggio 2001 a Catania stabilendo il primato regionale cadetti dei 300 metri con il tempo di 36"50. Dalla Sal Catania, il suo primo club, passò poi da allievo alla Libertas Catania e prese ad allenarsi con Filippo Di Mulo.
Nel 2005 ha ottenuto i primati under 23 sia indoor che outdoor, il primo togliendolo ad Ashraf Saber con il tempo di 47"56, il secondo invece a Stefano Malinverni dopo 27 anni con il tempo di 46"47. Al meeting di Ginevra del 2006 compie un primo salto di qualità che lo porta ad aggiudicarsi la gara con in 45"59. Nello stesso anno raggiunge la semifinale ai Campionati Europei all'aperto.
Dopo aver perso l'intera stagione 2007 all'aperto per infortunio, nell'inverno 2008, in occasione della coppa Europa Indoor, ha stabilito nuovamente il primato nazionale indoor con 46"57. Lo stesso anno in agosto, in occasione della batteria di accesso alla semifinale dei Giochi della XXIX Olimpiade di Pechino, correndo in 45"25 ha stabilito la seconda prestazione italiana di sempre, a solo sei centesimi dal primato italiano all'aperto. Chiuderà il 2008 come ventesimo atleta del mondo secondo le classifiche IAAF e con una media stagionale di 45"50. Nel 2009 conquista due secondi posti in altrettanti meeting internazionali (Stoccarda e Düsseldorf). Il 21 febbraio arriva anche la migliore prestazione stagionale durante la finale dei campionati italiani indoor, dove vince, davanti al compagno di squadra Matteo Galvan, con il tempo di 46"03. Sarà la seconda prestazione italiana indoor di tutti i tempi e la migliore prestazione mondiale stagionale indoor a quella data (poi scavalcata dal 45"89 di Johan Wissman).
Successivamente si presenta da leader continentale agli Europei indoor di Torino, dove coglie l'argento nella gara individuale dietro Wissman e l'oro nella staffetta 4x400 m (con Jacopo Marin, Matteo Galvan e Domenico Rao), correndo nell'ultima frazione lanciata in 45"50 e recuperando tre posizioni. Sarà l'unico atleta a vincere due medaglie in quell'edizione dei Campionati. Sempre nel 2009 viene candidato per i mesi di febbraio e marzo come miglior atleta europeo, dalla EAA, arrivando rispettivamente secondo dietro il saltatore russo Ivan Ukhov, e quarto dietro il tedesco Sebastian Bayer, l'estone Gerd Kanter e il connazionale Fabrizio Donato.
Ha partecipato alla staffetta 4x400 m agli europei di Barcellona 2010 dove si è classificato ottavo. In seguito si è sottoposto ad un intervento al tendine d'Achille sinistro, cosa che lo ha costretto ad intraprendere un periodo di riabilitazione.
Agli europei di Helsinki 2012 è stato eliminato in batteria con la staffetta 4x400 m. Ha vinto l'oro nei 400 m alla Coppa campioni per club disputata Vila Real de Santo António, in Spagna.
Dopo il ritiro dalla carriera agonistica è divenuto allenatore del Gruppo Sportivo Fiamme Gialle.

## Progressione

### 400 metri piani
| Stagione | Risultato | Luogo                      | Data      | Rank. Mond. |
| -------- | --------- | -------------------------- | --------- | ----------- |
| 2012     | 46"15     | Bressanone                 | 8-7-2012  | 174º        |
| 2011     | 47"16     | Pergine Valsugana          | 24-7-2011 |             |
| 2010     | 46"13     | Vila Real de Santo António | 29-5-2010 | 138º        |
| 2009     | 47"39     | Castellón de la Plana      | 30-5-2009 |             |
| 2008     | 45"25     | Pechino                    | 18-8-2008 | 41º         |
| 2007     | 46"26     | Palermo                    | 29-9-2007 |             |
| 2006     | 45"59     | Genova                     | 11-6-2005 | 68º         |
| 2005     | 46"47     | Grosseto                   | 4-6-2005  |             |
| 2004     | 47"35     | Grosseto                   | 13-7-2004 |             |
| 2003     | 47"81     | Parigi                     | 29-7-2003 |             |

### 400 metri piani indoor
| Stagione | Risultato | Luogo     | Data      | Rank. Mond. |
| -------- | --------- | --------- | --------- | ----------- |
| 2012     | -         | -         | -         | -           |
| 2011     | -         | -         | -         | -           |
| 2010     | 46"91     | Stoccolma | 10-2-2010 | 62º         |
| 2009     | 46"03     | Torino    | 21-2-2009 | 4º          |
| 2008     | 46"57     | Mosca     | 16-2-2008 | 21º         |
| 2007     | 47"11     | Ancona    | 17-2-2007 |             |
| 2006     | -         | -         | -         | -           |
| 2005     | 47"56     | Genova    | 5-2-2005  |             |

## Palmarès
| Anno | Manifestazione    | Sede       | Evento      | Risultato  | Prestazione | Note |
| ---- | ----------------- | ---------- | ----------- | ---------- | ----------- | ---- |
| 2004 | Mondiali juniores | Grosseto   | 400 m piani | Semifinale | 47"35       |      |
| 2005 | Europei juniores  | Kaunas     | 400 m piani | Semifinale | 47"15       |      |
| 2005 | Europei juniores  | Kaunas     | 4x400 m     | Finale     | dq          |      |
| 2005 | Mondiali          | Helsinki   | 4x400 m     | Batteria   | 3'04"40     |      |
| 2006 | Europei           | Göteborg   | 400 m piani | Semifinale | 46"21       |      |
| 2006 | Europei           | Göteborg   | 4x400 m     | Batteria   | 3'05"53     |      |
| 2008 | Giochi olimpici   | Pechino    | 400 m piani | Semifinale | 45"64       |      |
| 2009 | Europei indoor    | Torino     | 400 m piani | Argento    | 46"32       |      |
| 2009 | Europei indoor    | Torino     | 4x400 m     | Oro        | 3'06"68     |      |
| 2010 | Europei           | Barcellona | 4x400 m     | 8º         | 3'04"20     |      |
| 2012 | Europei           | Helsinki   | 4x400 m     | Batteria   | 3'08"78     |      |

## Campionati nazionali
- 3 volte campione nazionale nei 400 metri piani (2008, 2009, 2012)

2007
- Oro ai Campionati italiani di società, () Palermo, 400 metri piani
- Argento ai Campionati italiani indoor, ( Ancona), 400 metri piani

2008
- Oro ai Campionati italiani indoor, ( Genova), 400 metri piani

2009
- Oro ai Campionati italiani indoor, ( Torino), 400 metri piani

2012
- Oro ai Campionati italiani, ( Bressanone), 400 metri piani

## Altre competizioni internazionali
2003
- Bronzo al Festival olimpico della gioventù europea ( Parigi), 400 metri piani

2006
- Oro alla Coppa dei Campioni per club ( Valencia), 400 metri piani

2007
- Oro alla Coppa dei campioni per club ( Albufeira), 400 metri piani

2008
- Argento in Coppa Europa ( Annecy), 400 metri piani
- Argento in Coppa Europa indoor ( Mosca), 400 metri piani

2010
- Argento alla Coppa dei campioni per club ( Vila Real de Santo António), 400 metri piani
- 4º agli Europei a squadre ( Bergen), 4x400 metri piani

2012
- Oro alla Coppa campioni per club ( Vila Real de Santo António), 400 metri piani